# Franz Jäger (Architekt, 1781)

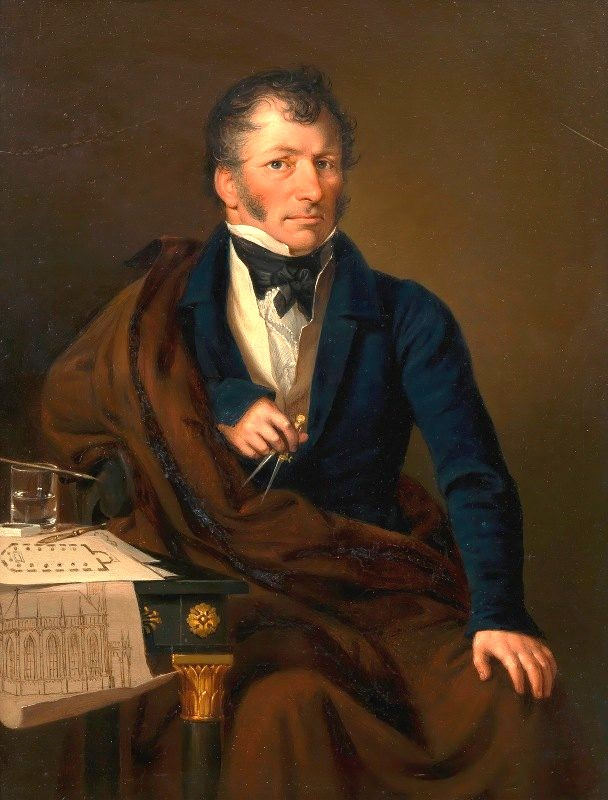
Franz Jäger jun., Gemälde von Josef Ziegler 1830

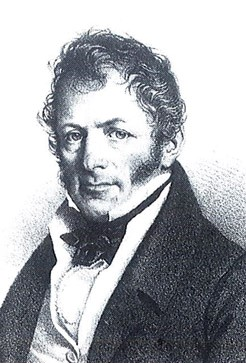
Franz Jäger jun.

Franz Jäger (Franz Seraphim, * 5. Juli 1781 in Wien; † 20. Dezember 1839 ebendort) war ein bürgerlicher und Hofsteinmetzmeister, Architekt und Kunstsammler.

## Biografie

### Familie
Franz Jägers Großvater Jacob Jäger war aus Tirol nach Wien zugewandert. Er verheiratete sich 1732 und wurde Steinmetzmeister der Wiener Bauhütte. Vater Franz Jäger (sen.) heiratete 1778 Marianna Schwindlerin; 1780 wurde er Hofsteinmetzmeister.
Franz jun. wurde 1781 geboren, der ältere Bruder Anton 1779, weiters die Brüder Joseph 1783 und Karl 1784.
Franz Jäger heiratete im Juni 1811 Josepha Fischer, Witwe des Kapellmeisters Anton Friedrich Fischer, geborene Steiger. Aus dieser ersten Ehe kam Tochter Eleonore (Maria Anna) Fischer. Sie heiratete den Architekten Joseph Kornhäusel.

### Steinmetzmeister der Wiener Bauhütte
Bereits mit acht Jahren begann Franz das Steinmetzhandwerk beim Vater zu lernen, 1795 erfolgte die Freisprechung zum Gesellen. Er meldete sich bei der Innung der Bau- und Steinmetzmeister 1802 zur Meisterprüfung an, bestand diese 1810 und erhielt eine Stelle als bürgerlicher Steinmetzmeister. Der Vater war 1809 gestorben. In der Nachfolge übernahm er das Hofamt des Vaters als Hofsteinmetzmeister.

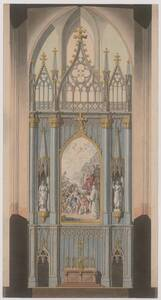
Mauritius-Kirche Kremsier/Tschechien, Hochaltar Franz Jäger jun., Zeichnung Anton Petter

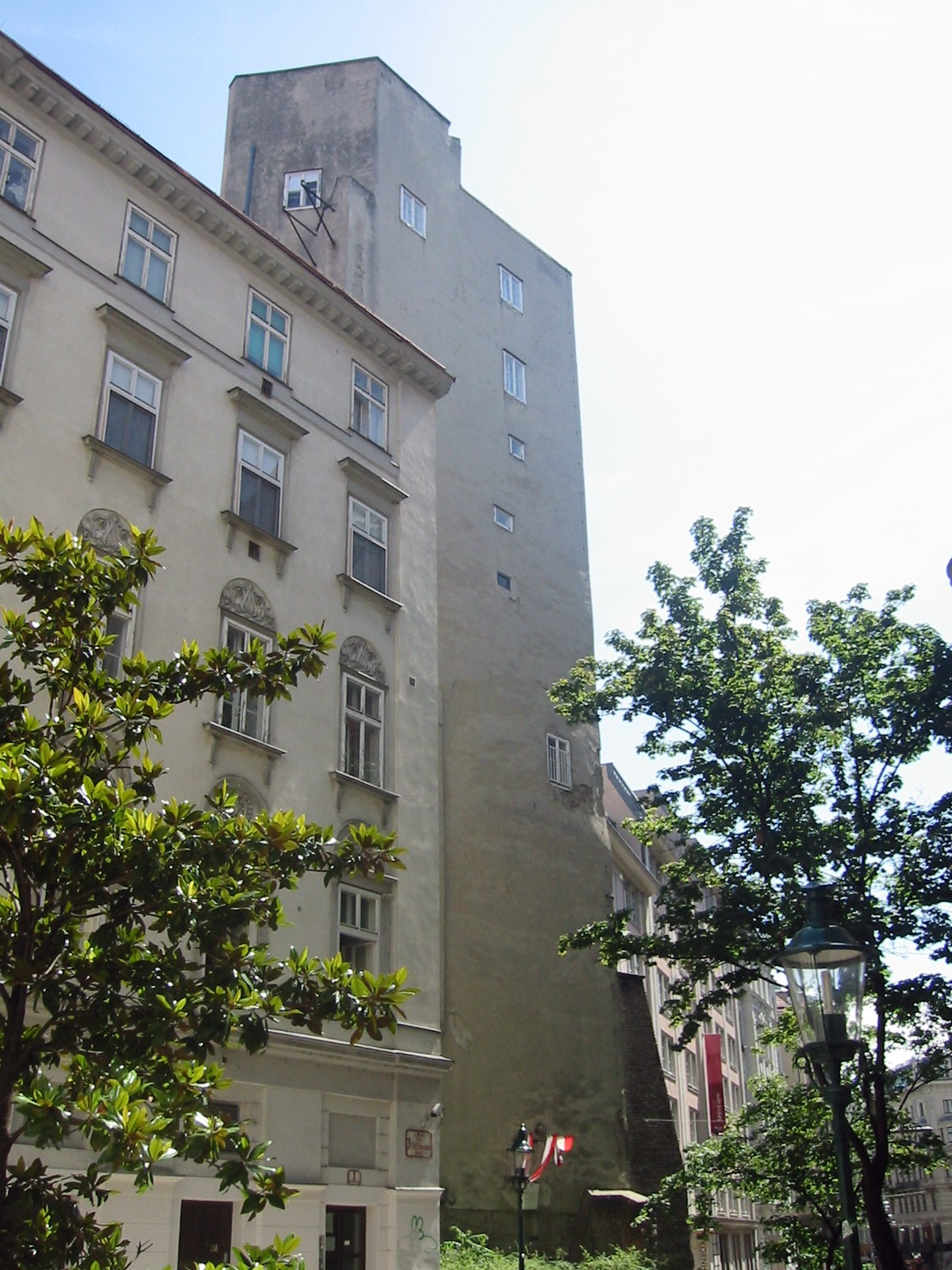
Atelierturm, Kornhäuselturm

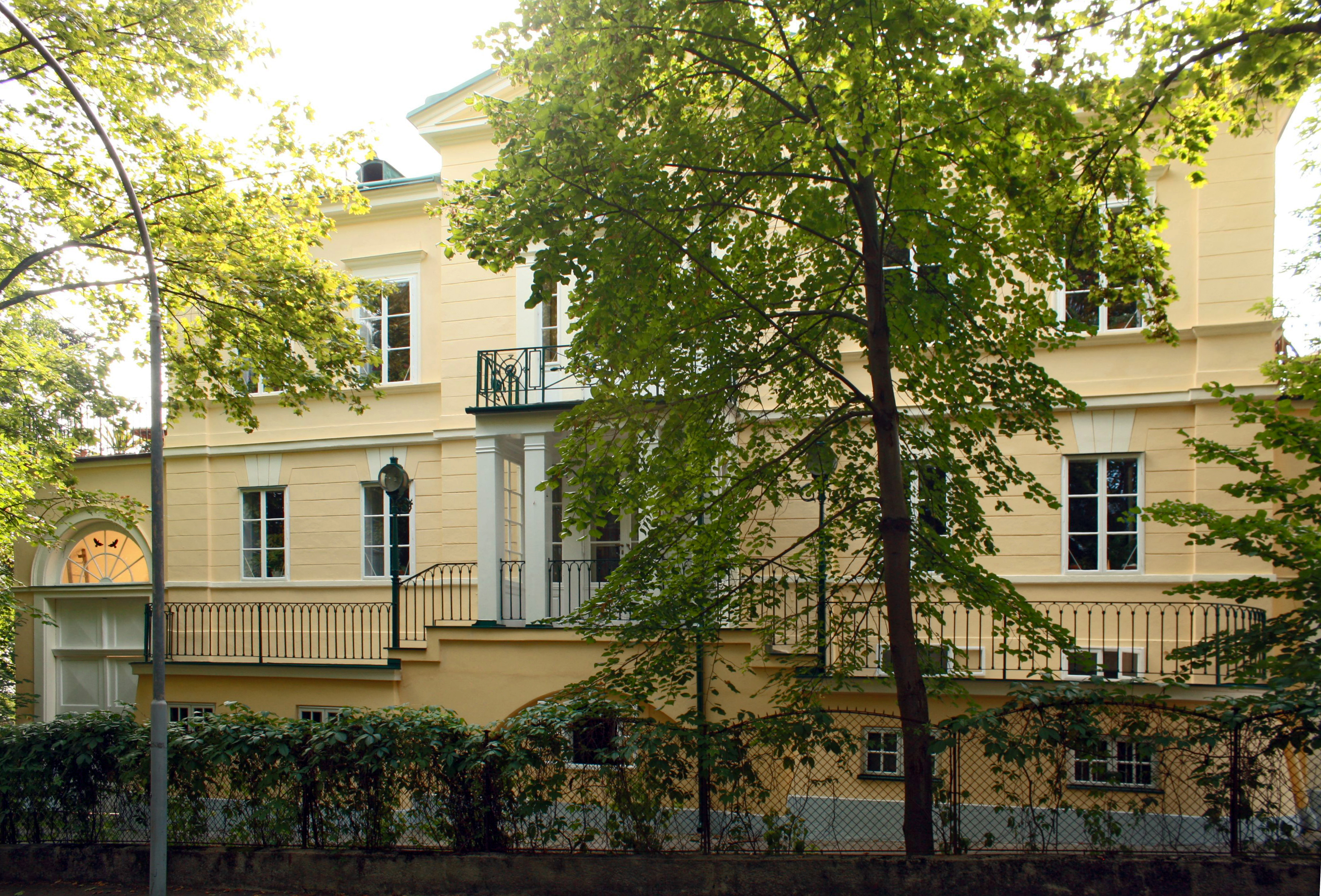
Baden Villa Jäger 1842

### Steinbruchbesitzer bei Wöllersdorf in Niederösterreich
In der Österreichischen Enzyklopädie:

„Die ausgedehnteste Steinmetzwerkstätte ist wohl die des tätigen, kunstsinnigen und wissenschaftlich gebildeten Franz Jäger, der auch Besitzer des Steinbruchs bei Wöllersdorf ist.“

### Deutschlandreise 1822
Franz Jäger war nachweislich in der Pfalz, studierte dort gotische Bauten und sammelte wahrscheinlich auch Baurisse. Darunter ist das „hervorragend schön gezeichnete“ Blatt 239/1 mit Maßwerkstudien für die Memorie des Mainzer Domkreuzganges. Diese Blätter gelangten erst durch ihn als Sammler nach Wien.

## Werke
Franzensburg im Schlossteich Laxenburg
Der Entwurf der Franzensburg stammte vom Schlosshauptmann Michael Riedl und Hofsteinmetzmeister Franz Jäger, dem Vater. Ab 1798 entstand unter Mitarbeit des Sohnes auf einer künstlichen Insel im Schlossteich die Nachahmung einer mittelalterlichen Burg. An der Franzensburg, Beispiel der romantischen klassizistischen Neugotik, wurde 40 Jahre gebaut.
St. Mauritius-Kirche Kremsier, Mähren
Er leitete die Restaurierungsarbeiten.
Gotischer Altar mit Anton Petters Gemälde (1808/1809) in der Mauritiuskirche zu Kroměříž von Franz Jäger, im Museum für angewandte Kunst, Wien
Palais Schönburg Wien Wieden
Das barocke Palais Schönburg wurde 1705 in der Vorstadt Wieden nach Plänen von Johann Lucas von Hildebrandt erbaut. Der neue Besitzer Joseph Nepomuk Graf Keglevich de Buzin beauftragte 1811 den Architekten Franz Jäger jun. das Gebäude im damaligen Empirestil ausbauen, um Platz für seine Bücher- und Gemäldesammlung zu schaffen.
Maria am Gestade Wien
Die gotische Maria-am-Gestade-Kirche wurde 1786 entweiht und gesperrt; 1809 war sie Pferdestall der französischen Truppen. 1812 befahl Kaiser Franz I. die Wiederherstellung. Franz Jäger war als Mitarbeiter seines Vaters bei dessen Arbeiten mit den Formen der Gotik konfrontiert worden. Er arbeitete 1817–1820 bei der Restaurierung mit, lieferte das zur gesamten Bauführung nötig gewesene Steinmaterial und schuf einen Entwurf für den Hauptaltar, der aber nicht ausgeführt wurde.
Wiener Wohnhaus Franz Jäger – Josef Kornhäusel 1824/1825
Das Haus Judengasse 14, Fleischmarkt 1B, Seitenstettengasse 2 kauften 1824 der k.k. Hof- und Steinmetzmeister Franz Jäger und der Architekt Josef Georg Kornhäusel. Nach Plänen Kornhäusels wurde es 1825 bis 1827 von Jäger neu erbaut, wobei an der Rückseite der markante Atelierturm errichtet wurde. Nach Fertigstellung übersiedelten sie mit ihren Familien in das Haus im 1. Bezirk, Judengasse 14.
Villa Jäger in Baden
Gemeinsam mit Joseph Kornhäusel plante er auch diese Villa. Er starb 1839, so baute Kornhäusel für die Witwe allein. Das Haus genießt Denkmalschutz (Listeneintrag).

### Grabdenkmäler
Die Entwurfszeichnungen von Franz Jäger stellen verschiedene klassizistische Grabmäler dar, was ihn zum „Führer der damaligen Friedhofskunst“ stempelte. Er legte 1835 aufgrund der starken Nachfrage ein „Musterbuch“ von Grabdenkmälern an.

### Als Gotik-Spezialist (Auswahl)
- Restaurierungsgutachten für die Spinnerin am Kreuz in Wiener Neustadt 1827.

Umgestaltung der Stephansdom die Eligiuskapelle.

### Akademie der bildenden Künste Wien
Die Familie Jäger gehörte zu den ältesten Wiener Kunstsammlern. Die bedeutendste Schenkung stellte die Sammlung des Franz Jäger mit 5.692 Druckgrafiken und 2.827 Handzeichnungen dar. Er hatte die vom Vater aufgebaute Sammlung von Stichen und Handzeichnungen nach 1809 übernommen, weiter ausgebaut und als Legat der Akademie der bildenden Künste, deren Mitglied er war, vermacht. (→ Franz Jäger (Architekt, 1744)#Gotische Baurisse – Weltkulturerbe.)
Das Verzeichnis der künstlerischen, wissenschaftlichen und kulturpolitischen Nachlässe in Österreich. Franz Jäger (1780–1839). enthält zahlreiche Architekturzeichnungen und Aquarelle. - Sammlung von gotischen Architekturzeichnungen, umfangreiche Sammlung von Kupferstichen, u. a. von Jacques Callot, Clemens Kohl, Johann Elias Ridinger, Carl Philipp Schallhas, Franz Edmund Weirotter, Johann Georg Wille und Johann Ziegler, Architekturzeichnungen vom Vater Franz Jäger.
Auch eine mittelalterliche Bauzeichnung des Kölner Domes liegt vor.